# Voo Aeroperú 603
O voo Aeroperú 603 Foi um voo regular a partir de Miami, nos Estados Unidos, para Santiago no Chile com escala em Lima. Em 2 de outubro de 1996 o B757-23A de prefixo N52AW caiu, matando todas as 70 pessoas a bordo.
Os pilotos tentaram retornar a Lima após a falha de alguns instrumentos básicos de navegação. Sem conhecer a verdadeira altitude e velocidade a tripulação foi bombardeada de avisos errôneos vindo do computador errático do B757-23A. Foi identificada como causa do acidente o bloqueio dos tubos de Pitot com fita adesiva, o que impediu que os computadores (ADC) recebessem pressão do ar externo, desta forma enviando dados incorretos para os instrumentos de navegação

## Acidente
Em 2 de outubro de 1996, logo após a decolagem, a tripulação observou que os instrumentos básicos de voo apresentavam comportamento errático e relataram o recebimento de mensagens contraditórias do computador de bordo, tais como proporção do leme, estol, excesso de velocidade e proximidade do solo. Em seguida, declarou emergência e pediu um retorno imediato para Lima.
Confrontado com a falta de instrumentos de voo e advertências contraditórias constantes do computador de voo (alguns válidos e outros não), e acreditando que eles estavam em uma altitude segura, o piloto Eric Schreiber, de 58 anos, piloto veterano que tinha quase 22 000 horas de voo, e o primeiro-oficial David Fernández, de 42 anos, que tinha quase 8 000 horas de voo, decidiram retornar a Lima. Como era noite, e sobrevoavam o oceano Pacífico, não havia referências visuais. Enquanto o altímetro indicava uma altitude de aproximadamente 9 700 pés (2 960 metros), a altitude real era muito menor.
O controlador de tráfego aéreo instruiu a tripulação de outra aeronave, um Boeing 707 da Força Aérea do Peru, para decolar e ajudar a guiar o Boeing 757 de volta ao solo, mas antes que a aeronave auxiliar pudesse decolar, o 757 bateu a ponta da asa na água cerca de 25 minutos após a declaração de emergência. Os pilotos lutaram com os controles e conseguiram ganhar altitude novamente por 17 segundos, mas em seguida, a aeronave caiu invertida na água. Todos os nove membros da tripulação e 61 passageiros morreram. Os pilotos, confusos pelas advertências contraditórias, só notaram os avisos de proximidade ao solo (GPWS), quando já estavam a menos de 2 500 pés (760 metros) da superfície do oceano, de acordo com o relatório do acidente.

## Aeronave
A aeronave envolvida era um birreator Boeing 757-200, n.º de série 25489 fabricado na planta da Boeing de Everett em novembro de 1992. No mês seguinte incorporou a frota da Ansett Australia e depois arrendada à Aeroméxico em setembro de 1993. Em abril de 1994, foi arrendada à Aeroperú. Até o acidente, tinha 10 654 horas de voo, e realizado 2 673 ciclos (decolagens e pousos). Estava equipada com motores Pratt & Whitney PW2037. Quatro meses antes do acidente, a aeronave havia passado por uma revisão de nível C. A revisão foi realizada nas instalações da Aeroméxico entre 26 de maio e 15 de junho de 1996.

## Passageiros e Tripulação
| País           | Passageiros | Tripulação | Total |
| -------------- | ----------- | ---------- | ----- |
| Chile          | 30          | 0          | 30    |
| Peru           | 11          | 9          | 20    |
| México         | 6           | 0          | 6     |
| Estados Unidos | 4           | 0          | 4     |
| Equador        | 2           | 0          | 2     |
| Reino Unido    | 2           | 0          | 2     |
| Itália         | 2           | 0          | 2     |
| Colômbia       | 1           | 0          | 1     |
| Nova Zelândia  | 1           | 0          | 1     |
| Espanha        | 1           | 0          | 1     |
| Venezuela      | 1           | 0          | 1     |
| Total          | 61          | 9          | 70    |

## Investigação
O principal investigador peruano de acidentes, Guido Fernández Lañas, o tio do copiloto, David Fernández. Houve algumas reservas sobre o potencial conflito de interesses, mas o investigador nomeado pelo NTSB, Richard Rodriguez, determinou que Fernández Lañas poderia investigar adequadamente o acidente.
As Forças Armadas do Peru recolheu os destroços flutuantes. Depois que as autoridades peruanas pediram ajuda, a Marinha dos Estados Unidos forneceu equipamento para localizar os destroços submarinos e as caixas pretas.
O Ministério dos Transportes e das Comunicações (CAI) da Direção Geral do Transporte Aéreo (DGAT) do Peru concluiu em seu relatório final que fita adesiva havia sido esquecida obstruindo os três tubos de Pitot (na parte inferior da fuselagem), depois de realizada uma limpeza na aeronave, levando a indicações erráticas dos medidores de velocidade. O funcionário Eleuterio Chacaliaza havia esquecido de remover a fita adesiva depois da limpeza.
Os tubos de Pitot são vitais para a operação de praticamente todos os instrumentos de voo que fornecem dados aerodinâmicos básicos, tais como velocidade aérea, altitude e velocidade vertical, não só para os pilotos, mas também para os computadores da aeronave, que fornecem funções adicionais, tais como avisos de que se aproxime de níveis perigosos. O bloqueio desses dispositivos é um dos poucos modos comuns de falha que resultam em falha total de vários instrumentos de voo básicos e como tal é considerado como uma das falhas mais graves que podem ocorrer dentro dos sistemas de aviação.
O projeto da aeronave não previu um sistema de tampas de manutenção para os tubos. Tais tampas são comumente empregadas na aviação para bloquear o acesso a componentes críticos quando a aeronave não está em operação e geralmente são de cor brilhante e levam bandeiras (que podem ter marcas de "remoção antes do voo"). Em vez disso, a concepção da aeronave e o respectivo procedimento de manutenção exigiam a utilização de fita adesiva para cobrir os pitots. Como resultado, os instrumentos de voo básicos transmitiram dados falsos de velocidade e altitude. Como a falha não estava em nenhum dos instrumentos, mas sim no sistema de apoio ao voo, comprometeu assim a redundância nas informações, causando dados errôneos do altímetro, que também foram transmitidos ao Controle de Tráfego Aéreo de Lima, que estava tentando fornecer aos pilotos, dados de voo básicos. Isto conduziu à confusão extrema na cabine, porque os pilotos receiam alguns dados (altitude) que pareciam correlacionar corretamente com os dados do altímetro, quando os outros dados fornecidos pelo Controle de Tráfego Aéreo não concordaram. Embora os pilotos estivessem conscientes da possibilidade de todos os instrumentos de voo fornecerem dados imprecisos, a correlação entre os dados de altitude dados pelo Controle de Tráfego Aéreo e aquele altímetro provavelmente agravou ainda mais a confusão. Também contribuíram para a sua dificuldade os numerosos alarmes da cabine que o sistema gerou, causando ainda mais conflitou entre a tripulação e com os instrumentos. Essa falta de consciência situacional foi revelada pela transcrição do gravador de voz na cabine. O fato de que o voo ocorreu à noite e sobre a água, não dando assim aos pilotos quaisquer referências visuais, também foi identificado como um fator importante.

## Liquidação judicial
Após o acidente, a Aeroperú mudou o número de seu serviço noturno Miami-Lima-Santiago, voando com o Boeing 757 para o voo 691. O incidente do voo 603 contribuiu para a falência da companhia, que já estava em dificuldades financeiras e de gestão. A Aeroperú entrou em falência três anos depois, para evitar milhões de dólares em pedidos dos familiares das vítimas. A Boeing assumiu a culpa por não ter treinado os agentes para lidar com essas emergências, o que teria sido evitado desligando o computador de bordo e voar com instrumentos analógicos. Finalmente, em 2006, a Boeing pagou uma compensação substancial - o número não foi revelado - para as famílias das vítimas.
Em novembro de 1996, Mike Eidson, um advogado de Miami, disse em uma entrevista que muitos dos passageiros sobreviveram ao impacto inicial, mas afogaram-se depois. Eidson representou 41 passageiros e tripulantes em um processo, alegando que o fabricante da aeronave, a Boeing, assumiu a responsabilidade pelo desastre, já que a empresa deveria ter previsto o uso indevido de seus produtos. A ação foi arquivada contra a Boeing em um tribunal federal em Miami, em maio de 1997. Segundo a denúncia, os erros de voo foram causados por manutenção descuidada por Aeroperú e negligência e design defeituoso pela Boeing, que por sua vez, argumentou que não tinha culpa, e que a responsabilidade pelo acidente era do funcionário que não removeu a fita adesiva dos tubos de Pitot. Responsabilizou também o piloto por não ter notado que a fita adesiva não havia sido removida, durante uma verificação visual. Richard Rodriguez do NTSB disse que era compreensível que Schreiber não encontrar a fita adesiva, porque o trabalhador da manutenção tinha usado uma fita comum em vez de uma fita brilhante e colorida, como se deveria supor. Além disso, Rodriguez disse que os tubos de Pitot estavam bem acima do solo. Portanto, Schreiber não poderia ter visto a fita obstruindo os tubos, contra a fuselagem. Após extenso litígio, as partes concordaram em transferir o processo contra a Boeing e a Aeroperú para um tribunal em Santiago, para a determinação dos danos. Os réus concordaram em não contestar a responsabilidade no Chile.
Em 13 de Dezembro de 1999, as famílias dos passageiros mortos receberam uma das maiores indenizações resultantes de um acidente aéreo fora dos Estados Unidos, pagas por uma transportadora peruana, com uma média de cerca de um milhão de dólares por vítima. O episódio "Voando às Cegas" da série Mayday (Air Crash Investigation, Air Emergency) declarou que a maneira como o acidente resultou no afogamento dos passageiros foi responsável pela aceitação dos acordos.
Chacaliaza foi condenado no Peru por homicídio negligente, mas nenhum outro funcionário da Aeroperú foi condenado. Guido Fernández criticou a decisão, argumentando que Chacaliaza era relativamente sem instrução, tinha pouca compreensão do que havia feito, e que seus supervisores tinham mais responsabilidade que ele.

## Dramatização
O acidente foi apresentado no episódio "Voando às Cegas" de Mayday (Air Crash Investigation, Air Emergency) e também foi apresentado no especial do Mayday "Quem está pilotando a aeronave?". A gravação da voz do incidente da cabine tornou-se parte do roteiro de uma peça chamada Charlie Victor Romeo.